# You Got the Right One, Baby
"You Got the Right One, Baby" – popularny slogan, wykorzystywany w latach 1990-1993 w reklamach Diet Pepsi na terenie Stanów Zjednoczonych i Kanady. Seria reklam telewizyjnych przedstawiała muzyka Raya Charlesa, który otoczony modelkami wykonywał piosenkę o Diet Pepsi, zatytułowaną "You Got the Right One, Baby". Tekst piosenki zawierał słowa "Uh Huh!", które jako część kampanii znajdowały się na opakowaniach napoju.
Prince napisał w 1991 roku piosenkę "Uh-Huh!", która stworzona została na potrzeby kampanii Diet Pepsi. PepsiCo zapłaciła muzykowi siedem milionów dolarów za wykorzystywanie tegoż sloganu. Prince zarejestrowany jest również jako właściciel praw autorskich piosenki.
"You Got the Right One, Baby" szybko stała się chwytliwą frazą i wykorzystywana była w wielu filmach i programach telewizyjnych, w tym m.in. w The Cosby Show, The Fresh Prince of Bel-Air oraz Rookie of the Year.